# Feuerstarter
Ein Magnesium-Feuerstarter, selten auch Funkenstahl dient zum Entzünden eines Feuers. Er dient beim Survival und Outdoor-Sport, sowie beim Militär dazu, ein Nutzfeuer zu entfachen. 

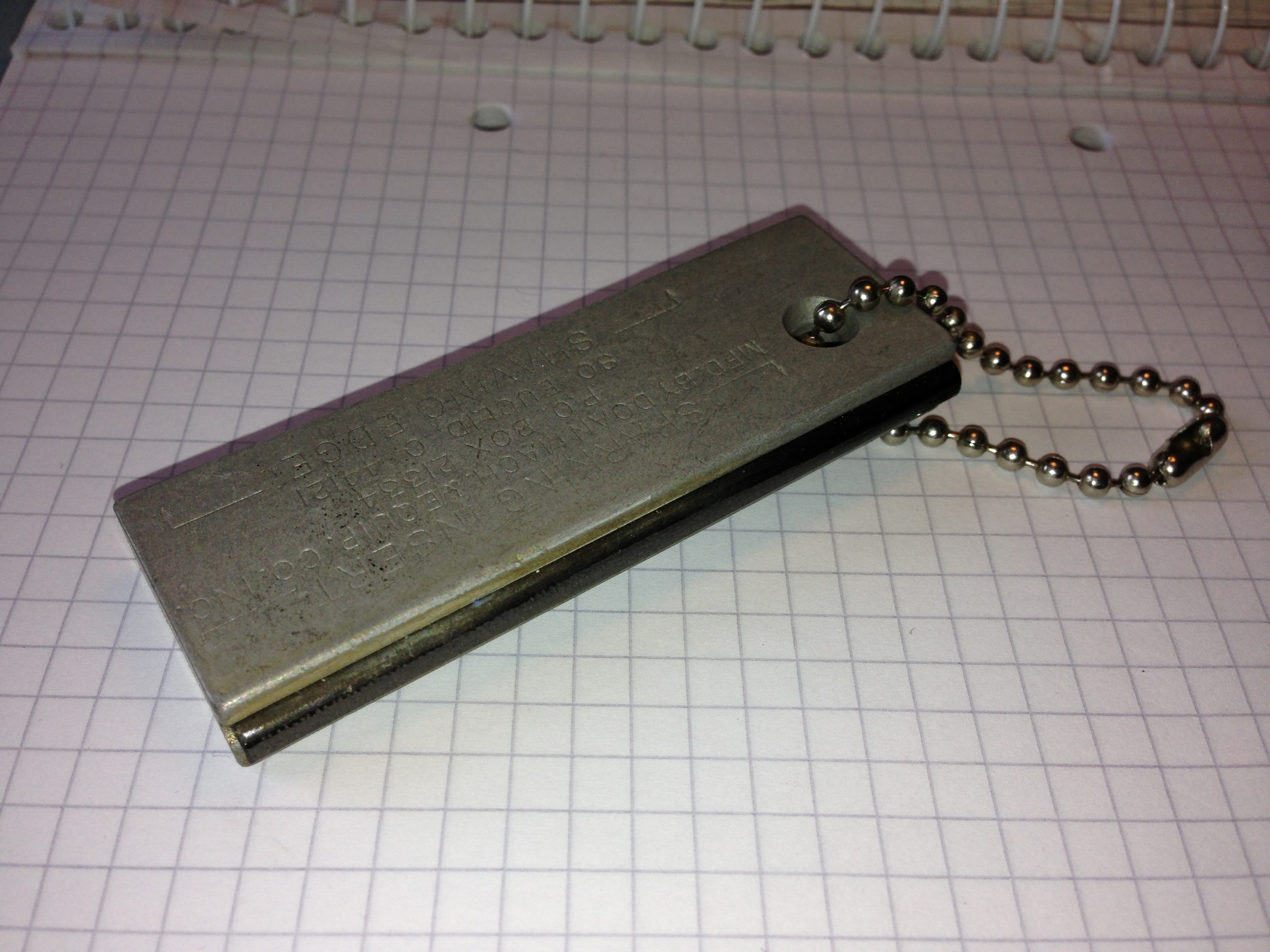
Feuerstarter mit Magnesiumblock

## Merkmale
Feuerstarter sind unempfindlich gegen Feuchtigkeit und Nässe, was einen großen Vorteil gegenüber Feuerzeugen oder Streichhölzern darstellt. Magnesium erreicht mit über 2000 °C eine extrem hohe Temperatur.

## Handhabung
Mittels des Messerrückens werden Späne vom Magnesiumblock abgeschabt und diese durch Funken des Metallstabs entzündet.